# David Belyavskiy
David Sagitovich Belyavskiy (em russo:  Давид Сагитович Белявский; Votkinsk, 23 de fevereiro de 1992) é um ginasta russo que compete em provas de ginástica artística.
Representou a Rússia em duas edições de Jogos Olímpicos, conquistando uma medalha de prata por equipes e uma medalha de bronze nas barras paralelas na Rio 2016. Possui ainda três medalhas em  Campeonatos Mundiais (duas pratas e um bronze) e seis medalhas de ouro em Campeonatos Europeus.

## Carreira
Belyavskiy perdeu seus pais ainda cedo e foi criado pelos avós. Por ser uma criança muito ativa, sua avó o levou para uma escola onde uma professora ensinava a ginástica e outras atividades físicas, consequentemente o indicando para um clube de ginástica. Em 2007 ele estreou em competições adultas representando a Rússia.

### 2010–12
Em 2010 foi convocado para disputar seu primeiro Campeonato Mundial em Roterdã, Países Baixos, onde competiu em cinco dos seis aparelhos na prova por equipes em que a Rússia finalizou em sexto lugar. Na edição seguinte, em Tóquio 2011, voltou a competir em cinco aparelhos e os russos melhoraram a performance ao finalizarem na quarta posição entre as equipes. Classificou-se ainda para a final do individual geral, onde terminou em sexto lugar com 89,274 pontos.
Abrindo o ano de 2012, Belyavskiy venceu o individual geral da Copa Russa de ginástica artística. Na sequência fez parte da equipe russa no Campeonato Europeu em Montpellier, na França, onde conquistou a medalha de prata por equipes ao ficar atrás apenas da Grã-Bretanha. Foi convocado a participar da sua primeira Olimpíada, em Londres, mas não conquistou medalhas. Na prova por equipes obteve um sexto lugar junto com Denis Ablyazin, Aleksandr Balandin, Emin Garibov e Igor Pakhomenko, e nas finais individuais ficou em quinto lugar no all-around, após ter a segunda melhor pontuação nas qualificatórias, e em sétimo no cavalo com alças. Para fechar a temporada, em dezembro ganhou a medalha de bronze no individual geral da etapa da Copa do Mundo em Stuttgart, Alemanha.

### 2013–15
Belyavskiy começou a temporada internacional em 2013 vencendo o título do individual geral no Campeonato Europeu com um total de 89,799 pontos. No mesmo evento ganhou o bronze na final das barras paralelas com pontuação de 15,533 e completou a competição com o quinto lugar no solo ao marcar 14,4 pontos. Ao lado de Nikolai Kuksenkov, Nikita Ignatyev, Emin Garibov e Denis Ablyazin conquistou a medalha de ouro por equipes na Universíada de 2013, em Cazã. Ganhou ainda a medalha de bronze no individual geral (empatado com o ucraniano Oleg Vernyayev), e nas finais por aparelhos ganhou um bronze no solo e uma prata nas barras paralelas atrás do compatriota Garibov.
Uma semana antes do Campeonato Mundial de 2013, sofreu uma lesão no tornozelo que o atrapalhou na briga por melhores resultados. Se classificou para a final do individual geral com a 14º melhor pontuação, mas com um total de 86,274 finalizou apenas duas posições melhor, em 12º lugar.
Em maio de 2014, participou no Campeonato Europeu, em Sófia, Bulgária e contribuiu com pontuações de 15,466 (solo), 13,200 (cavalo com alças), 15,166 (salto), 15,266 (barras paralelas) e 14,600 (barra fixa) na conquista da medalha de ouro para a Rússia no evento por equipes com 267,959. Nas finais individuais, ganhou a prata nas barras paralelas com uma pontuação de 15,566, atrás apenas de Verniaiev, e ficou em oitavo lugar na final do solo com 14,866 pontos. No Campeonato Mundial em Nanning, na China, se classificou em segundo lugar na final do individual geral, além das finais da barra fixa e por equipes. Em todas terminou na quinta colocação, sem medalhas.

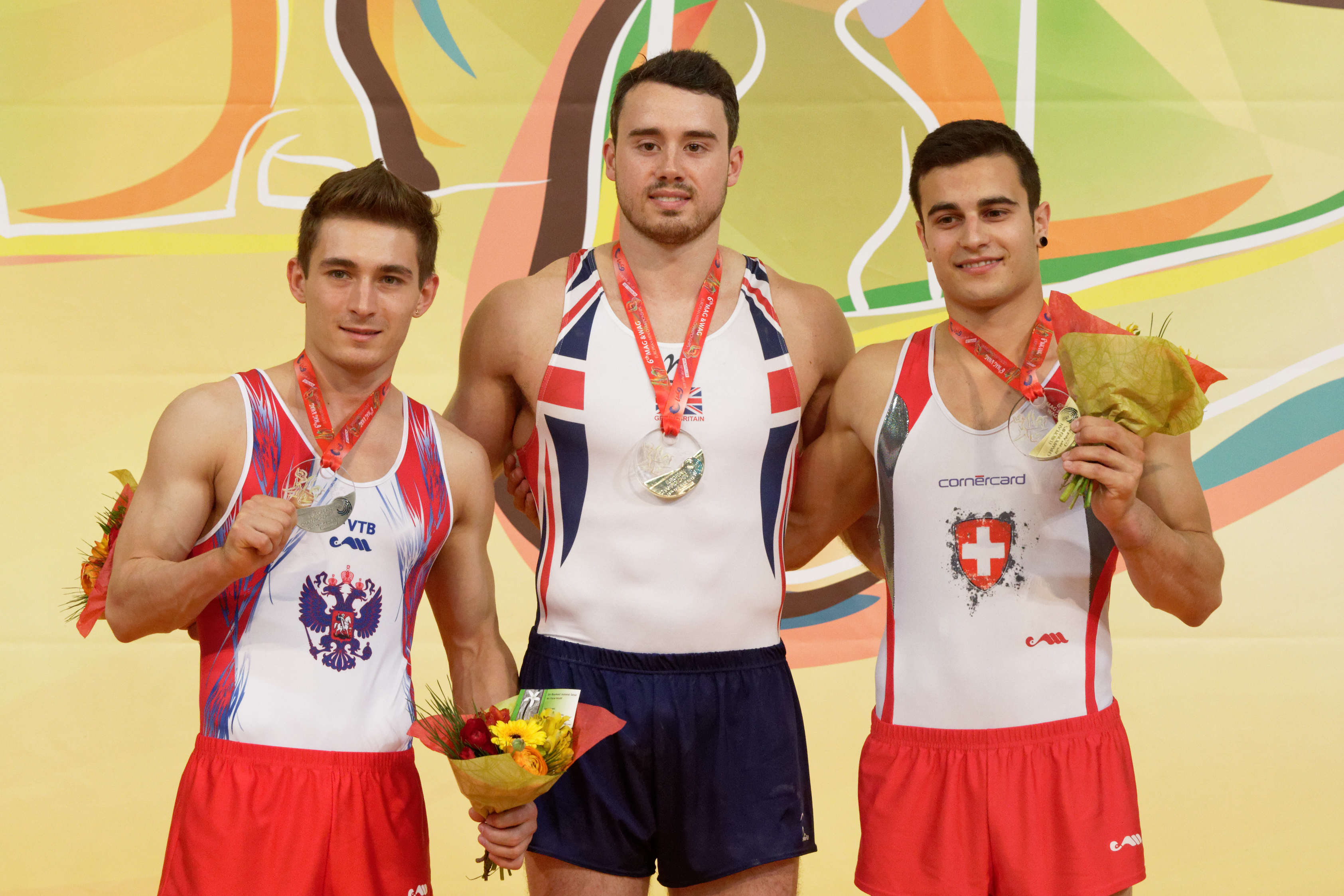
Belyavskiy (esquerda) ao lado de Kristian Thomas e Pablo Brägger na cerimônia do solo no Europeu de 2015.

No Campeonato Europeu de 2015, em Montpellier, França, classificou-se em sexto lugar para a final do individual geral e em terceiro para a final dos exercícios de solo, mas não fez nenhuma outra final. No all-around, sofreu uma queda no cavalo com alças na segunda rotação, mas conseguiu se recuperar nos demais aparelhos para ficar com a medalha de prata com 88,131. Também ganhou a prata no solo, atrás do britânico Kristian Thomas, com uma pontuação de 15,066. Em junho, competiu na edição inaugural dos Jogos Europeus, ganhando o ouro na competição por equipes. Devido a uma lesão no pulso, não competiu no individual geral, mas qualificou-se para as finais do solo, cavalo com alças e barras paralelas. Conquistou a medalha de bronze no solo com uma pontuação de 15,000, ficou em quarto na final do cavalo com 13,900 e conquistou a medalha de prata na final das paralelas com 15,700 pontos, apenas 0,033 atrás do medalhista de ouro Oleg Stepko, que representava o Azerbaijão. Ainda na temporada de 2015 disputou o Campeonato Mundial, em Glasgow, onde competiu em todos os seis aparelhos na final por equipe e ajudou a Rússia a terminar em quarto lugar. Na final do individual geral ficou na 11ª posição com 88,031 pontos.

### 2016–18
Para abrir as competições internacionais no ano olímpico, Belyavskiy competiu no Campeonato Europeu de 2016 em Berna, Suíça. Na qualificatórias competiu em cinco dos seis aparelhos, onde ajudou a Rússia a se classificar em primeiro lugar para a final por equipes, além de obter vagas nas finais de quatro aparelhos: solo, cavalo com alças, barras paralelas e barra fixa. Na final por equipes competiu novamente em cinco aparelhos, ajudando os russos a ganhar a medalha de ouro com uma pontuação de 271,378, quase três pontos à frente da Grã-Bretanha. Nas finais individuais, venceu as barras paralelas com um total de 16,033, à frente do campeão mundial de 2014, Oleg Vernyayev, ganhou o bronze na barra fixa (14,941), prata no cavalo com alças (15,233) e finalizou em quarto lugar no solo (15,200), fazendo dele o ginasta mais condecorado da competição. Essa performance lhe garantiu o Prêmio Longines de Elegância.
Em agosto, integrou a equipe russa nos Jogos Olímpicos de 2016, no Rio de Janeiro, ao lado de Ivan Stretovich, Nikita Nagornyy, Denis Ablyazin e Nikolai Kuksenkov. Na final por equipes, contribuiu com pontuações de 14,666 no solo, 15,500 no cavalo com alças, 15,033 no salto, 15,800 nas barras paralelas e 14,958 na horizontal para garantir a medalha de prata aos russos – a primeira medalha por equipes entre os homens desde 2000. Eles ganharam a prata com 271,452 pontos, 0,331 à frente da China. No individual geral terminou em quarto lugar com 90,498 pontos, apenas 0,143 atrás do medalhista de bronze Max Whitlock, da Grã-Bretanha. Nas finais por aparelhos, terminou em quinto lugar no cavalo com alças com uma pontuação de 15,400, e nas barras paralelas ganhou a medalha de bronze com 15,783 pontos, atrás dos ex-campeões mundiais Oleg Verniaiev e Danell Leyva.
No ano pós-olímpico, foi nomeado para integrar a delegação russa no Campeonato Europeu de 2017 em Cluj-Napoca, na Romênia, onde conquistou a medalha de ouro no cavalo com alças e o bronze na barra fixa. No Campeonato Mundial que foi realizado na cidade canadense de Montreal, ficou na liderança durante a final do individual geral até a última rotação, mas uma queda na barra fixa o deixou de fora do pódio. Se recuperou nas finais por aparelhos ao ganhar a prata no cavalo com alças e o bronze nas barras paralelas. Na edição seguinte do Campeonato Mundial, em Doha 2018, Belyavskiy integrou a equipe russa na conquista da medalha de prata por equipes com uma pontuação de 256,585, apenas 0,1 ponto atrás da China. Dois meses antes, havia ganhado a medalha de ouro por equipes no Campeonato Europeu, em Glasgow, além de uma prata na final das barras paralelas.